# José de Jesús Carrero Sánchez
El Presbítero Doctor José de Jesús Carrero Sánchez (Queniquea, 1838 - Mérida, 7 de febrero de 1897), fue un eclesiástico y catedrático venezolano. Es el primer sacerdote procedente de la población de Queniquea del que se tiene constancia; además, tuvo un importante desempeñó en el ámbito religioso y académico en la región merideña durante la segunda parte de siglo XIX. 

## Biografía
Nació en la pequeña población de Queniquea perteneciente a la entonces Provincia de Mérida en 1838, la cual para esta fecha tenía solo 20 años de fundada; sus padres fueron Juan Antonio Carrero y María Josefa Sánchez.

### Estudios
Su educación inicial la obtuvo bajo la dirección del Pbro. Dr. Ignacio Ramón Duque quien era vicario general de La Grita y, le impartió estudios en Filosofía. En el año de 1851 llegó a Mérida donde estuvo como huésped de monseñor Tomás Zerpa por 7 años, durante este tiempo siguió recibiendo clase particular de Filosofía, además, cursó estudios de Castellano, Latín y Griego. Para el año de 1858 ingresó al Seminario de San Buenaventura, del que egresó con el título de Bachiller en Filosofía; continuó estudios y en 1864 recibió los títulos en Bachiller, Licenciado y Doctor en Derecho Canónico por parte de la Universidad de Los Andes.

### Sacerdocio y trayectoria académica
Ejerció como Profesor en su alma mater, donde estuvo a cargo de las cátedras de Filosofía y Derecho Canónico, también de las asignaturas de Latín, Griego y matemáticas. Fue el decimotercer (13) catedrático a cargo de la Facultad de Ciencias Eclesiásticas. Formó parte de la Junta de Inspección y Gobierno de la Universidad durante cuatro años, de 1979 a 1883. Como sacerdote sirvió en Bailadores y San Cristóbal. Desde el 10 de julio de 1878 se integró a la Orden de la Merced; el 4 de diciembre de 1886 es nombrado Deán de la Catedral de Mérida, tras la muerte de Monseñor Zerpa. Prestó servicio como capellán de Las Clarisas y comisario de la Tercera Orden de San Francisco.
Fue nombrado provisor y vicario general de la entonces Diócesis de Mérida, de la cual estuvo a cargo durante un extenso periodo de sede vacante. Murió el 7 de febrero de 1897 en la ciudad de Mérida.

#### Libros
Molina García, Adrián Aparicio (16 de octubre de 2005). «IX». "UNA MIRADA A LA HISTORIA DEL MUNICIPIO SUCRE". p. 105. 

#### Publicaciones
Lic. Benítez, Rosa (9). «La Facultad de Ciencias Eclesiásticas de la Universidad de Los Andes y sus Catedráticos (1843-1930)». Boletín del Archivo Histórico. (16): 56. ISSN 1316-872X.
- Datos: Q58492018